# El fin de una expedición sideral (Viaje a Marte)
El fin de una expedición sideral (Viaje a Marte) es una curiosa novela de ciencia ficción, publicada por el escritor y periodista español Benigno Bejarano en los años treinta del siglo XX en distintas versiones, ediciones y títulos.
La novela presenta las peripecias de un grupo de científicos franceses, y un español como protagonista, cuyo nombre no se desvela hasta el final, que se embarcan en el proyecto de un loco, que los envía al planeta Marte, en un cohete propulsado por rayos fabricados a propósito. Llegados allí, el novelista presenta un modelo de extraterrestres, muy similares a los terrícolas, ya que de hecho el tono y el fin de la novela no es de las acostumbradas propuestas de ciencia ficción, sino humorística y paródica de detalles de la vida de los terrestres en general y de los españoles en particular. Cambiado pues el tono de la propuesta, se desarrolla una especie de vodevil, en que el científico loco, Paul Dionosiere, se enamora de la esposa del emperador de Marte y viceversa. Los amantes escapan y cuando son detenidos, para evitar el encarcelamiento del científico astrónomo, el protagonista, Ruperto Ortiz, da un chusco golpe de Estado, para poder volver a la Tierra.

## Ediciones
- El secreto de un loco (novela), Barcelona, Lecturas, 1929. Folletín en nueve cuadernillos de febrero-octubre de 1929. Primera versión de la siguiente.
- El fin de una expedición sideral (viaje a Marte) Barcelona, Diego Jiménez Letang editor, 1932. Hay otras versiones y ediciones posteriores.[1]
- El secreto de un loco. Expedición al planeta Marte, 4ª edición, Barcelona, Maratón, 1938.
- El fin de una expedición sideral (Viaje a Marte), Mérida, Editora Regional de Extremadura, 2012. Edición crítica y "Estudio"  de Enrique García Fuentes, en pp. 11-76.[2]